# 纯旋量
在表示论这个数学领域中，特殊正交群的旋量表示中，纯旋量（ 或单旋量 ）是能被克利福德代数的最大可能子空间零化的旋量。它们在1930年代被埃利·嘉当为了分类结构而引进。纯旋量被引入理论物理，1960年代在罗杰·彭罗斯的推动下在自旋几何的研究中变得愈发重要起来；它们在彭罗斯的扭量理论的研究中成为基本对象。

## 定义
考虑一个向量空间 C2n 具有偶维数 2n 与一个二次形式 Q，将向量 v 映为复数 Q(v)。克利福德代数 Cliff2n 是由 C2n 中向量的乘积满足关系
{\displaystyle v^{2}=Q(v)}
生成的环。
旋量是克利福德代数上的模，特别地 C2n 在旋量空间上有一个作用。零化一个给定旋量 ψ 的 C2n 的子集是其一个复子空间 Cm。如果 ψ 不等于零则 m 小于或等于 n；如果 m 等于 n 则 ψ 称为一个纯旋量。

## 纯旋量集合
任何纯旋量被 C2n 的一个半维数子空间零化。反之给定一个半维数子空间在差一个复常数相乘的意义下也可以确定其零化的纯旋量。纯旋量在差一个复数相乘的意义下定义为射影纯旋量。射影纯旋量空间是齐性空间
SO(2n)/U(n)。
不是所有旋量都是纯的。一般地，纯旋量可以通过称为纯旋量约束的一系列二次方程从非纯旋量中分离出来。不过，实维数不大于 6 的旋量都是纯的；在 8 维，在射影的意义下只有一个纯旋量约束；在 10 维，与超弦理论相关的情形，有 10 个约束
{\displaystyle \psi \Gamma ^{\mu }\psi =0\ .}
这里 Γμ 是伽玛矩阵，代表生成克利福德代数的向量 C2n。一般地有
{\displaystyle {2n \choose n-4}}
个约束。

## 弦理论中的纯旋量
最近纯旋量在弦理论中受到关注。2000年，巴西圣保罗 Fisica Teorica 研究所 （页面存档备份，存于）教授 Nathan Berkovits 在论文《弦的超庞加莱共变量子化》中引入纯旋量形式化。这个形式化是目前所知惟一关于时空与世界面超对称同时共变的弦的量子化。2002年，奈杰尔·希钦在《广义卡拉比-丘流形》一文中提出广义卡拉比-丘流形，其中广义复结构用一个纯旋量定义。这些空间描述了弦理论中通量紧化的几何。